# جین فریمن
جین فریمن (انگلیسی: Jane Freeman؛ ‏ ۱۲ ژوئن ۱۹۳۵ – ۹ مارس ۲۰۱۷) بازیگر اهل بریتانیا بود.
از فیلم‌ها یا مجموعه‌های تلویزیونی که وی در آن‌ها نقش داشته‌است، می‌توان به نمایش امروز، بلک ادر و در انتهای دوران میانسالی اشاره نمود.